# شراب سنگریا (ترانه)
شراب سنگریا (به انگلیسی: Sangria Wine) آهنگی از خوانندهٔ آمریکایی فارل ویلیامز و خوانندهٔ کوبایی کامیلا کابیو است.

## اجرای زنده
در ۲۰ مه ۲۰۱۸ ویلیام و کامیلا اولین اجرای تلویزیونی این آهنگ را در مراسم جایزه موسیقی بیلبورد ۲۰۱۸ به نمایش گذاشتند.